# 宿务沙鸡子
宿务沙鸡子（学名：Phyllophorus cebuensis）为沙鸡子科沙子鸡属的动物。分布于菲律宾、斯里兰卡、泰国、印度尼西亚以及中国大陆的广东、海南岛等地，多见于水深42-125米的中沙底。该物种的模式产地在菲律宾宿务。